# ISO 3166-2:JM
Kódy ISO 3166-2 pro Jamajku identifikují 14 farností (stav v roce 2015). První část (JM) je mezinárodní kód pro Jamajku, druhá část sestává ze dvou čísel identifikujících farnost.

## Seznam kódů
```
JM-01 
Kingston
 (Kingston)
JM-02 Saint Andrew (Half Way Tree)
JM-03 Saint Thomas (Morant Bay)
JM-04 Portland (Port Antonio)
JM-05 Saint Mary (Port Maria)
JM-06 Saint Ann (Saint Ann's Bay)
JM-07 Trelawny (Falmouth)
JM-08 Saint James (Montego Bay)
JM-09 Hanover (Lucea)
JM-10 Westmoreland (Savanna-la-Mar)
JM-11 Saint Elizabeth (Black River)
JM-12 Machester (Mandeville)
JM-13 Clarendon (May Pen)
JM-14 Saint Catherine (Spanish Town)
```